# Nel Duval
Nel Duval, pseudoniem van Pieternel Koeman, (Zaandam, 21 maart 1924 – Baarn, 24 september 1982) was een Nederlands sopraan.
Zij was dochter van banketbakker Cornelis Koeman en Anna Visser. Zijzelf trouwde in 1953 met G.P. de Groot en in 1956 met Hendrik Johan Repko (scheiding 1975). Haar zuster was sopraan Greet Koeman, met wie ze een graf deelt op begraafplaats Zorgvlied in Amsterdam.
Nel Duval kreeg net als haar zus, die achttien jaar ouder was, lessen van Aaltje Noordewier-Reddingius, Henk Angenent, maar ze kreeg ook les van die zus aan het Amsterdams Conservatorium. Zij zong veelvuldig rollen bij de De Nederlandse Opera en haar naamvarianten, maar trad ook daarvoor al op onder de naam Nel Koeman al was het in een meer cabaretachtige omgeving.. Haar actieve loopbaan bevond zich vanaf midden jaren veertig tot midden jaren zestig. Ze was voornamelijk gespecialiseerd in soubretterollen.
Van haar zijn enkele plaatopnamen bewaard gebleven; enkele singles op CNR als ook van het toppunt in haar zangcarrière toen zij samen met haar zus en de operadiva Kathleen Ferrier in 1951 een uitvoering bracht van Orfeo ed Euridice van Christoph Willibald Gluck in het kader van het Holland Festival. Volgens IMDB zijn er zelfs beelden van haar bewaard gebleven. Kunstenaar Theo Kurpershoek ontwierp voor haar een rok voor uitvoeringen van Die lustige Witwe van Franz Léhar.
- Bibliothèque nationale de France: cb14174158w (data)
- Gemeinsame Normdatei: 131423339
- International Standard Name Identifier: 0000 0000 5545 3622
- Library of Congress Control Number: n78048866
- Système universitaire de documentation: 164528687
- Virtual International Authority File: 75109698
- WorldCat: E39PBJyrYtHH76hqHxWjttMkjC